# John Hancock (acteur)
Pour les articles homonymes, voir John Hancock.
John Hancock était un acteur et réalisateur américain né le 4 mars 1941 à Hazen dans l'Arkansas. Il est décédé des suites d'une crise cardiaque le 12 octobre 1992 à Los Angeles en Californie.

## Filmographie

### Comme acteur
- 1971 : Brother John : L'ami d'Henry
- 1978 : Drôle d'embrouille : Le capitaine Coleman
- 1979 : Ne tirez pas sur le dentiste (The In-Laws) d'Arthur Hiller : L'homme de T no 1
- 1979 : Elle : Dr Croce
- 1980 : Flics-Frac ! (The Black Marble) : Clarence Cromwell
- 1980 : First Family (en) de Buck Henry : Le président Mazai Kalundra
- 1981 : Deux Filles au tapis : Big John Stanley
- 1982 : Y a-t-il enfin un pilote dans l'avion ? : Le contrôleur no 1
- 1983 : L'Arnaque 2 : Doc Brown
- 1983 : Le Coup du siècle : Le ministre Baptist
- 1984 : Tank : Le sergent du régiment
- 1984 : A Soldier's Story : Le sergent Washington
- 1984 : Haut les flingues ! : Fat Freddy
- 1986 : Crossroads : Le shérif Tilford
- 1987 : Catch the Heat : Ike
- 1987 : Dead Aim : Talbot
- 1988 : Quand les jumelles s'emmêlent : Harlan vieux
- 1988 : Traxx : Le commissaire Emmett Decker
- 1989 : Collision Course (en) : Le lieutenant Ryerson
- 1989 : Sundown : Quinton Canada
- 1990 : Why Me? Un plan d'enfer (Why Me?) de Gene Quintano : Tiny
- 1990 : Le Bûcher des vanités : le révérend Bacon

### Télévision

#### Séries télévisées
- 1971 : Les Rues de San Francisco : John / Othello (saison 1 épisode 19)
- 1981 : Shérif, fais-moi peur : Handley (saison 4 épisode 7)
- 1982 : L'Incroyable Hulk : Isaac Whittier Ross (saison 5 épisode 6)
- 1983-1989 : Sacrée Famille : Gus Thompson
- 1983 : Taxi : Dr Brandon (saison 5 épisode 14)
- 1984 : Arnold et Willy : Le révérend Thomas (saison 6 épisode 20)
- 1984 : Arabesque : Daniel (saison 1 épisode 0)
- 1985 : Cheers : Lenny Barnes (saison 3 épisode 15)
- 1984-1985 : Le Juge et le Pilote : Le lieutenant Michael Delaney
- 1985 : Madame est servie : Dr Jake Emerson (saison 2 épisode 11)
- 1986-1991 : La Loi de Los Angeles : Le juge Richard Armand
- 1986 : Les Enquêtes de Remington Steele : Frank Dix (saison 4 épisode 10)
- 1986 : L'Agence tous risques : 'Fats' Styles (saison 4 épisode 21)
- 1986 : Les deux font la paire : Tanner (saison 4 épisode 8)
- 1986 : La Cinquième Dimension : Dr Puckett (saison 2 épisode 6)
- 1987 : Rick Hunter : Sam Pruitt (saison 3 épisode 10)
- 1988 : Cagney et Lacey : Marshall Felmore (saison 7 épisode 17)
- 1989 : L'Enfer du devoir : Arthur Johnson (saison 3 épisode 11)
- 1990 : Matlock : Bobby Neil (saison 4 épisode 24)
- 1990 : La Vie de famille : Leroy (saison 2 épisode 1)
- 1990/1991 : Star Trek : La Nouvelle Génération : L'amiral Haden (saison 3 épisode 10 / saison 4 épisode 12)
- 1992 : New York Café : Ike Johnson

#### Téléfilms
- 1984 : Il pleut des cadavres (More Than Murder) de Gary Nelson
- 1992 : Enquête dangereuse : Le lieutenant Wills

### Comme réalisateur

#### Séries télévisées
- 1986: Lady Blue, épisode Scorpio's Sting